# بلک‌راک (واشینگتن)
بلک‌راک (به انگلیسی: Blackrock) یک منطقهٔ مسکونی در ایالات متحده آمریکا است که در شهرستان یاکیما، واشینگتن واقع شده‌است. بلک‌راک ۵۰۹ متر بالاتر از سطح دریا واقع شده‌است.